# Ouragan Tanya (1995)
L'ouragan Tanya est le vingt-et-unième système tropical, le dix-neuvième ayant reçu un nom et onzième ouragan de la saison cyclonique 1995 dans l'océan Atlantique nord. Tanya s'est développé à partir d'une onde tropicale le 26 octobre au nord des Petites Antilles. Le système s'est dirigé ensuite vers le nord-est et s'est renforcé en tempête tropicale Tanya le 27 octobre. Serpentant autour de l'Atlantique central, il devint un ouragan le 29 octobre. Sa trajectoire courba ensuite vers le nord-est puis vers l'est tout en faiblissant. Redevenu une tempête tropicale le 1er novembre, Tanya traversa les Açores le même jour en transition vers le statut de cyclone extratropical.
Tanya fut la première tempête nommée dans l'Atlantique commençant par la lettre « T » depuis le début de la nomenclature officielle en 1950. Ce fut la dernière de la saison très active de 1995. Dans les Açores, les restes extratropicaux de Tanya donnèrent des vents violents et d'importants dommages matériels, notamment des maisons détruites ou endommagées et des bateaux coulés. Il y eut également des rapports de dommages importants à l'agriculture mais la valeur des pertes est inconnue. En outre, il y eut un décès et plusieurs blessés.

## Évolution météorologique
Tanya provient d'une onde tropicale sortie de la côte ouest de l'Afrique à la mi-octobre 1995. Cette dernière suivit de près la trajectoire de la tempête tropicale Sebastien une semaine plus tôt et n'a pas pu se développer dans l'Atlantique tropical en se déplaçant vers l'ouest. Le système n'a commencé à s'organiser que le 25 octobre au sud-sud-est des Bermudes. La technique de Dvorak était cependant encore incapable de classer le système jusqu'au 26 octobre quand la masse de nuages de bas niveau devint mieux organisé tout en se déplaçant vers le nord dans l'Atlantique central. Ce soir-là, une circulation fermée s'était formée et il fut classé comme dépression Tropicale Vingt et Un par le National Hurricane Center.
Le matin du 27 octobre, le système s'est transformé en une tempête tropicale, devenant ainsi le 19e nommé et le dernier de la saison 1995. Immédiatement après cela, le déplacement de Tanya fut entravé par la présence d'une dépression en altitude très près de là, devant presque stagnant tôt le 28 octobre. Cette dépression donna également à Tanya des caractéristiques subtropicales, y compris une bande de nuages en forme de virgule et des vents maximums loin du centre de son centre de rotation à ce moment-là. Malgré tout, Tanya s'est progressivement renforcée grâce à une température de la mer de 27 °C. En après-midi, Tanya est devenu complètement tropical, dont un œil commençant à se former dans la couverture nuageuse centrale dense. Celui-ci est devenu clairement défini, même s'il était de petite taille.
Tôt le 29 octobre, la tempête tropicale s'est transformée en ouragan, le onzième de la saison 1995, alors qu'il se dirigeait vers le nord en réponse à la circulation atmosphérique de la dépression voisine. Plus tard le même jour, tout en poursuivant lentement vers le nord, Tanya s'est stabilisée au bas de la catégorie 1 de l'échelle de Saffir-Simpson. Le lendemain matin, un front froid à l'ouest l'obligea à accélérer vers le nord-est. Elle resta assez bien organisée, avec un œil distinct, mais  devint coincée dans une étroite zone d'air chaud entre le front froid et la dépression d'altitude.
Malgré une eau un peu plus froide, Tanya s'est renforcée un peu plus cet après-midi du 30 octobre, atteignant son maximum d'intensité avec des vents de 140 km/h et une pression barométrique de 972 hPa alors que sa vitesse de déplacement augmentait. Cette intensité fut maintenue jusqu'à tard le 31 octobre quand Tanya a commencé à affaiblir en croisant au-dessus d'eaux plus froides, l'œil se combla. 
Tôt le 1er novembre, Tanya a commencé à perdre ses caractéristiques tropicales tout en étant encore un ouragan. Il se dirigeait alors vers les Açores à ce moment-là. Le système fut rétrogradé à une tempête tropicale le même jour. Malgré son affaiblissement, le champ de vent de forts est devenu plus grand. Ce soir-là, Tanya fut reclassé extratropicale lorsqu'elle est passé près des Açores. Le cyclone extratropical fut ensuite absorbé par un autre dépression des latitudes moyennes tôt le 3 novembre.

## Conséquences
Plusieurs navires rapportèrent des vents violents dans l'Atlantique Nord au passage de l'ouragan Tanya. Un de ceux-ci, le GBSA, signala des vents de 112 km/h. Le système n'a pas touché terre aux Açores et il est même devenu extratropical en y arrivant. Malgré tout, la tempête a fait des dommages à l'archipel. Les plus importants de ceux-ci furent signalés ans les îles de Faial, Pico, Terceira et São Jorge : maisons endommagés ou détruites, au moins un bateau coulé et dommages aux cultures. Plusieurs arbres et poteaux électriques furent également cassés, coupant le courant et barrant les routes. Les plus fortes rafales de vent rapportées furent autour de 170 km/h. Un pêcheur espagnol s'est noyé et plusieurs personnes furent blessées.
Après la tempête, une résolution fut présentée au Parlement européen par le Gouvernement du Portugal pour déclarer la zone sinistrée et obtenir de l'aide.